# Flèche de Heist
La Flèche de Heist (en néerlandais : Heylen Vastgoed Heistse Pijl) est une course cycliste belge disputée entre Turnhout et Heist-op-den-Berg, dans la province d'Anvers.
Cette course kermesse a été créée en 1927. La course a lieu jusqu'en 1987, avec très peu d'interruption. En 2008, elle réapparaît à l’occasion du millénaire de la ville. Depuis 2016, la course fait partie de l'UCI Europe Tour en catégorie 1.1. De 2016 à 2018, l'épreuve est une des manches de la Coupe de Belgique sur route.

## Palmarès
| Année                       | Vainqueur            | Deuxième                | Troisième              |
| --------------------------- | -------------------- | ----------------------- | ---------------------- |
| Critérium de 1927 à 1983    |                      |                         |                        |
| 1927                        | August Mortelmans    |                         |                        |
| 1928                        | August Mortelmans    |                         |                        |
| 1929                        | Denis Verschueren    |                         |                        |
| 1930                        | August Mortelmans    |                         |                        |
| 1931                        | Auguste Van Tricht   |                         |                        |
| 1932                        | August Mortelmans    |                         |                        |
| 1933                        | Theo Geunis          |                         |                        |
| 1934                        | Gustaaf Deloor       | Gustave De Greef        | Jean Wauters           |
| 1935                        | Frans Dictus         | Leo De Ryck             | Maurice Seynaeve       |
| 1936                        | Frans Van Hassel     |                         |                        |
| 1937-1941                   | non-disputé          |                         |                        |
| 1942                        | Eugeen Jacobs        | Georges Claes           |                        |
| 1943-1944                   | non-disputé          |                         |                        |
| 1945                        | Jean Bogaerts        |                         |                        |
| 1946                        | Stan Ockers          |                         |                        |
| 1947                        | Constant Verschueren |                         |                        |
| 1948                        | Victor Jacobs        |                         |                        |
| 1949                        | Charles Vandormael   | Raymond De Smedt        |                        |
| 1950                        | Josephus Van Staeyen |                         |                        |
| 1951                        | Charles Vandormael   |                         |                        |
| 1952                        | René Janssens        | Odiel Vanden Meerschaut |                        |
| 1953                        | Rik Van Looy         |                         |                        |
| 1954                        | Willy Vannitsen      |                         |                        |
| 1955                        | Jozef Mariën         | Rik Van Looy            | Willy Schroeders       |
| 1956                        | Emiel Severyns       | Rik Van Looy            | Jozef Schils           |
| 1957                        | Jan Van Gompel       | Joseph Bosmans          | Alfons Van den Brande  |
| 1958                        | André Vlayen         | Jozef Schils            | Rik Luyten             |
| 1959                        | Leopold Schaeken     | Raymond Coeckaerts      | Rik Luyten             |
| 1960                        | Willy Vanden Berghen | Jozef Schils            | Émile Daems            |
| 1961                        | Lode Troonbeeckx     | Lucien Hooberghs        | Arnould Flecy          |
| 1962                        | Jean-Baptiste Claes  | Lode Troonbeeckx        | Jan Van Gompel         |
| 1963                        | Victor Van Schil     | Willy Butzen            | Rik Luyten             |
| 1964                        | Alfons Hermans       | Marcel Van den Bogaert  | René Thijsen           |
| 1965                        | Michel Jacquemin     | Leo Hermens             | Jan Boonen             |
| 1966                        | Victor Van Schil     | Alfons De Bal           | Gerben Karstens        |
| 1967                        | Paul In 't Ven       | Victor Van Schil        | Tony Houbrechts        |
| 1968                        | Victor Van Schil     | Albert Vande Moortel    | Roger Jochmans         |
| 1969                        | Rik Van Looy         | Julien Stevens          | Jos Huysmans           |
| 1970                        | Herman Van Springel  | Eddy Verstraeten        | Frans Verbeeck         |
| 1971                        | Frans Verbeeck       | Alfons De Bal           | Ronald De Witte        |
| 1972                        | Louis Verreydt       | Eddy Verstraeten        | Frans Verhaegen        |
| 1973                        | Willy Scheers        | Ronny Van Marcke        | Gilbert Wuytack        |
| 1974                        | non-disputé          |                         |                        |
| 1975                        | Roger Swerts         | Victor Van Schil        | Frans Verbeeck         |
| 1976                        | Marcel Laurens       | Dirk Baert              | Jan Aling (nl)         |
| 1977                        | Frans Verbeeck       | Marcel Laurens          | Jos Gysemans           |
| 1978                        | Jos Gysemans         | Willem Peeters          | Walter Dalgal          |
| 1979                        | Eddy Verstraeten     | Marcel Laurens          | Gustaaf Van Roosbroeck |
| 1980                        | Marcel Laurens       | André Dierickx          | Patrick Lerno          |
| 1981                        | Daniel Willems       | Eddy Verstraeten        | Charly Jochums         |
| 1982                        | Marcel Laurens       | Jos Jacobs              | Marc Dierickx          |
| 1983                        | Willem Van Eynde     | Marc Van Geel           | Ludwig Wijnants        |
| 1984-2007                   | non-disputé          |                         |                        |
| Course en ligne depuis 2008 |                      |                         |                        |
| 2008                        | Geert Omloop         | Staf Scheirlinckx       | Evert Verbist          |
| 2009                        | Greg Van Avermaet    | Wouter Weylandt         | Denis Flahaut          |
| 2010                        | Aidis Kruopis        | Gorik Gardeyn           | Joost Posthuma         |
| 2011                        | Bjorn Leukemans      | Rob Goris               | Jasper Stuyven         |
| 2012                        | Maxime Vantomme      | Matt Brammeier          | Eliot Lietaer          |
| 2013                        | Tom Boonen           | Kenny Dehaes            | Sean De Bie            |
| 2014                        | Tom Boonen           | Jonas Van Genechten     | Kenny Dehaes           |
| 2015                        | Sander Armée         | Michiel Dieleman        | Brent Goethals         |
| 2016                        | Dylan Groenewegen    | Wouter Wippert          | Aidis Kruopis          |
| 2017                        | Jasper De Buyst      | Kenny Dehaes            | Joeri Stallaert        |
| 2018                        | Emils Liepins        | Wouter Wippert          | Aksel Nõmmela          |
| 2019                        | Álvaro Hodeg         | Jasper Philipsen        | Rory Townsend          |
| 2020                        | Sasha Weemaes        | Gerben Thijssen         | Emiel Vermeulen        |
| 2021                        | Pascal Eenkhoorn     | Yves Lampaert           | Jonas Rickaert         |
| 2022                        | Arnaud De Lie        | Giacomo Nizzolo         | Mark Cavendish         |
| 2023                        | Olav Kooij           | Jordi Meeus             | Robbe Ghys             |
| 2024                        | Alexander Kristoff   | Casper van Uden         | Amaury Capiot          |
| 2025                        | Paul Magnier         | Tobias Lund Andresen    | Simon Dehairs          |